# 南埔镇
南埔镇，是中华人民共和国福建省泉州市泉港区下辖的一个镇，位于泉港区东北部，北望莆田市城厢区灵川镇和秀屿区东庄镇。

## 沿革
宋置惠安县时，隶属城山乡；元时属忠恕乡，光德里、待贤里的9都、10都、11都，明、清先后属东林、竹溪、仙塘、添奇、良兴及19都梅峰铺。
1913年（民国2年）以前為兴化府（今莆田市）仙游县之地和惠安县边地结合而成。
1934年（民国23年）属涂岭区，1947年（民国36年）改设天马乡，辖10个保；另划东部4个保与后龙乡北部3个保，成立梅东乡。 
1949年冬起先后隶属七、八区，1951年设九区，1956年设南埔区，辖14个乡，包括南埔、后龙地区。1958年成立超先公社设南埔管理区，1961年置南埔公社，1984年改称南埔乡，1992年改肖厝镇南埔街道，1996年改南埔镇。
1997年，面积79平方千米，人口11.6万，辖南埔、岭头、塘头、天湖、下朱、柳厝、天竺、凤翔、仙境、玉山、界山、鸠林、鹅头、河阳、东张、玉湖、狮东、槐山、东凉、大前、西枫、柳厝、施厝、仑头、外厝、柯厝、先锋、沙格、肖厝、惠屿30个村委会。1999年从南埔镇分出设立界山镇。

## 地理
地处东亚季风区，常年气候温和，孤岛行政村 — 惠屿村。
- 古迹有沙格村灵慈宫、槐山窑址、天湖山烟墩、玉笏朝天等遗址。
- 铁公路：漳泉肖铁路、324国道、G15福厦高速公路（沈海高速公路福建段）和涂肖二级公路过境。
- 港口：湄洲湾肖厝港。

## 文化

### 方言
- 閩南語系和莆仙語系之間：頭北話，或稱下路話）
- 各村之間，又有些許語音、語調、語詞等差異，與泉漳械鬥的歷史不無關係，嚴防非友好村落遭人滲透。

### 非物質文化遺產
- 南音
- 泉州北管
- 燈彩（泉州花燈）
- 蟳埔女習俗
- 元宵節（泉州鬧元宵習俗、闽台东石灯俗）
- 惠安石雕
- 南派布袋戏、木偶戲
- 惠安传统建筑技艺

## 歷史
宋·理宗年间，莆田洋埕一林氏村民任广东增城县尉，晚年退居于此地太白峰东南麓前端的海滩地，因他思念故乡莆田，此地地处莆田南边，故谐音称此地为南浦，后谐音再改为南埔。

## 行政区划
南埔镇，辖15个行政村，镇政府驻柳厝街，下辖以下地区：
柳厝村、南埔村、天竺村、塘头村、天湖村、凤翔村、仙境村、施厝村、仑头村、邱厝村、柯厝村、先锋村、沙格村、肖厝村和惠屿村。

## 經濟
- 石化、港口、物流等产业。
- 海上养殖（石化港區建立後，生態破壞，已沒落）、石材加工、鞋服等传统产业。
- 海上捕捞
- 农业种植，尚無自給自足，端賴陸海貿易。